# Love Is
„Love Is” este un cântec al DJ-ului japonez FUMI★YEAH! în colaborare cu interpreta română Anca Pop. Lansat la data de 7 iulie 2017 ca un single al albumului său de debut omonim de către casele de discuri Aqua Production și Roton Music în teritoriul Japoniei.

## Videoclipul
Videoclipul a fost regizat de către Akari și publicat prin intermediul canalului al casei sale de discuri Roton Music la data de 5 iulie 2017.

## Datele lansărilor
| Țară    | Dată         | Format              | Casă de discuri       | Ref.  |
| ------- | ------------ | ------------------- | --------------------- | ----- |
| Japonia | 7 iulie 2017 | Descărcare digitală | Aqua Production Roton | [ 1 ] |